# Pegesimallus saegeri
Pegesimallus saegeri är en tvåvingeart som beskrevs av H. Oldroyd 1970. Pegesimallus saegeri ingår i släktet Pegesimallus och familjen rovflugor.
Artens utbredningsområde är Kongo. Inga underarter finns listade i Catalogue of Life.